# Enemonzo
Enemonzo là một đô thị ở tỉnh Udine trong vùng Friuli-Venezia Giulia thuộc Ý, có cự ly khoảng 110 km về phía tây bắc của Trieste và khoảng 45 km về phía tây bắc của Udine. Tại thời điểm ngày 31 tháng 12 năm 2004, đô thị này có dân số 1.368 người và diện tích là 23,7 km².
Đô thị Enemonzo có các frazioni (đơn vị cấp dưới, chủ yếu là các làng) Fresis, Tartinis, Colza, Maiaso, Quinis, và Esemon di Sotto.
Enemonzo giáp các đô thị: Preone, Raveo, Socchieve, Verzegnis, Villa Santina.